# マンリー・マーリンズ
マンリー・マーリンズ（英: Manly Marlins）は、オーストラリア・ニューサウスウェールズ州シドニー都市圏のマンリーを拠点とするラグビーユニオンチーム。シュートシールドに所属。

## 概要
マンリー・ビーチズ（Manly Beaches）とマンリー・ディストリクツ（Manly Districts）の合併により、1906年にマンリーRFCが創設。
ニューサウスウェールズ州における最高峰リーグであるシュートシールドに所属。

## タイトル
2022年10月現在
- シュートシールド
  - 優勝 7回：1922, 1932, 1942, 1943, 1950, 1983, 1997

## 歴代所属選手
- ジョージ・スミス
- ウィリアム・ヘル
- エルビス・タイオネ
- マイケル・フーパー
- ウィクリフ・パールー
- ケイデン・ネヴィル
- 村田オスカロイド
- リース・ホッジ
- タウ・コロマタンギ
- ララカイ・フォケティ
- ボーディン・ワッカ
- マックス・ダグラス
- ピーター・ヒューワット